# Städtefusion
Eine Städtefusion ist ein freiwilliger oder erzwungener Zusammenschluss von Kommunen, an dem mindestens zwei Städte beteiligt sind. Städtefusionen sind das Resultat einer Gebietsreform und erfolgen durch Gesetz.
Eine kommunale Neugliederung von Städten – wie auch Gemeinden ohne Stadtrecht – kann durch Eingemeindung erfolgen, wenn ein oder mehrere beteiligte Gemeinden aufgelöst und in eine bestehen bleibende Kommune eingegliedert werden. Dies kann mit der Beibehaltung des Namens der aufnehmenden Gemeinde einhergehen oder auch mit der Vergabe eines neuen Namens. Die aufnehmende Gemeinde ist Rechtsnachfolgerin der eingemeindeten Gebietskörperschaften.
Zweite Möglichkeit ist eine Gemeindefusion, bei der alle beteiligten Städte und Gemeinden aufgelöst und eine neue Stadt bzw. Gemeinde gebildet wird. Diese trägt dann den Namen einer der aufgelösten Gemeinden oder erhält einen neuen Namen oder Doppelnamen. Die neu gebildete Gemeinde ist Rechtsnachfolgerin der aufgelösten Gebietskörperschaften.
Eine besondere Form der Städtefusion war die Fusion von Ost-Berlin und West-Berlin zu Berlin nach der Wiedervereinigung. Keine Städtefusionen sind Städteverbünde auf Grundlage vertraglicher Vereinbarungen oder Doppelzentren.

## Beispiele in Deutschland

### Doppelname
| Doppelstadt                 | Fusion    | Kommentar |
| --------------------------- | --------- | --- |
| Aalen-Wasseralfingen        | 1975      | gebildet: 21. Juni 1975, in Aalen umbenannt: 1. Juli 1975                                                                  |
| Annaberg-Buchholz           | 1949      | |
| Aue-Bad Schlema             | 2019      | |
| Bad Gottleuba-Berggießhübel | 1999      | |
| Bad Neuenahr-Ahrweiler      | 1969      | |
| Bad Soden-Salmünster        | 1974      | |
| Barmen-Elberfeld            | 1929      | in Wuppertal umbenannt: 1930                                                                                               |
| Belgern-Schildau            | 2013      | |
| Berlin-Cölln                | 1307/1710 | Union: 1307, Fusion mit weiteren Städten zu Berlin: 1. Januar 1710                                                         |
| Bitterfeld-Wolfen           | 2007      | |
| Clausthal-Zellerfeld        | 1926      | |
| Dessau-Roßlau               | 2007      | |
| Doberlug-Kirchhain          | 1950      | |
| Dornburg-Camburg            | 2008      | |
| Duisburg-Hamborn            | 1929      | in Duisburg umbenannt: 1935                                                                                                |
| Ebersbach-Neugersdorf       | 2011      | |
| Eberswalde-Finow            | 1970      | in Eberswalde umbenannt: 1992                                                                                              |
| Gelsenkirchen-Buer          | 1928      | in Gelsenkirchen umbenannt: 1930                                                                                           |
| Gladbach-Rheydt             | 1929      | wieder getrennt: 1933, erneute Fusion als Mönchengladbach: 1975                                                            |
| Hohenstein-Ernstthal        | 1898      | |
| Idar-Oberstein              | 1933      | |
| Krefeld-Uerdingen am Rhein  | 1929/1940 | als einzigartiges Konstrukt einer „Dachgemeinschaft“: 1929–1940; Streichung des Namensteils Uerdingen am Rhein: April 1940 |
| Lauda-Königshofen           | 1975      | |
| Leinefelde-Worbis           | 2004      | |
| Limbach-Oberfrohna          | 1950      | |
| Neheim-Hüsten               | 1941      | durch die kommunale Neugliederung seit 1975 Teil der Stadt Arnsberg                                                        |
| Mörfelden-Walldorf          | 1977      | zunächst als Waldfelden |
| Oranienbaum-Wörlitz         | 2011      | |
| Pausa-Mühltroff             | 2011      | |
| Remda-Teichel               | 1997      | 2019 in die Stadt Rudolstadt eingemeindet                                                                                  |
| Rheda-Wiedenbrück           | 1970      | |
| Ribnitz-Damgarten           | 1950      | |
| Roßleben-Wiehe              | 2019      | |
| Villingen-Schwenningen      | 1972      | |
| Waldshut-Tiengen            | 1975      | |
| Zella-Mehlis                | 1919      | |
| Zeulenroda-Triebes          | 2006      | |

### Neuer Name
- Albstadt aus den Städten Ebingen und Tailfingen sowie zwei weiteren Gemeinden – 1975
- Eisenhüttenstadt aus den Städten Fürstenberg und Stalinstadt – 1961
- Kraichtal aus den Städten Gochsheim und Unteröwisheim sowie weiteren Gemeinden – 1971
- Schwalmstadt aus den Städten Treysa und Ziegenhain sowie weiteren Gemeinden – 1970
- Steinfurt aus den Städten Borghorst und Burgsteinfurt – 1975
- Wuppertal (bis 1930 Barmen-Elberfeld) aus den Städten Barmen, Cronenberg, Elberfeld, Ronsdorf und Vohwinkel sowie der Gemeinde Beyenburg – 1929

### Nicht durchgeführte Fusionen
- Böhmetal aus den Städten Bad Fallingbostel und Walsrode sowie der Gemeinde Bomlitz (für 2011 geplant): Eine Bürgerbefragung im November 2008 ergab in Bad Fallingbostel eine deutliche Ablehnung der Fusion durch die Bürger. Der Rat der Stadt Bad Fallingbostel hat daher am 10. November 2008 beschlossen, nicht mit den Kommunen Walsrode und Bomlitz zu fusionieren.
- Erbach-Michelstadt aus den Städten Erbach und Michelstadt (für 2009 geplant): durch Bürgerentscheid verhindert.
- Hubertusburg aus den Städten Dahlen und Mutzschen sowie der Gemeinde Wermsdorf: Die Fusion wurde in einer Bürgerbefragung am 18. November 2007 von 82 % der teilgenommenen Dahlener abgelehnt.
- Ruhrmündungsstadt aus Duisburg, Oberhausen, Sterkrade, Mülheim an der Ruhr, Rheinhausen, Hamborn und Dinslaken war in den 1920er Jahren geplant.
- Westerstedt aus Tornesch und Uetersen (2006 bekundet): scheiterte Ende 2007 an diversen Unstimmigkeiten zwischen den Städten.
- Nürnberg/Fürth: Im Dezember 1921 stimmte der Fürther Stadtrat der Vereinigung bereits zu. Am 22. Januar 1922 entschied sich die Fürther Bevölkerung in einer Volksabstimmung dagegen.[1]

### Durchgeführte und dann gescheiterte Fusionen
- Glabotki (offiziell: Bottrop) aus Gladbeck, Bottrop und Kirchhellen existierte 1975 nicht ganz ein Jahr.
- Lahn aus Gießen, Wetzlar und 14 weiteren Gemeinden bestand von 1977 bis 1979 für 31 Monate.

### Für die Zukunft geplante Fusionen
- Silberberg – Aue-Bad Schlema und Lößnitz (2006 per Unterschrift der Bürgermeister bekundet, ursprünglich mit Schneeberg)[2]

### Gedankenexperimente
- Böblingen-Sindelfingen[3][4]
- Mannheim/Ludwigshafen bzw. Ludwigshafen/Mannheim aus Mannheim und Ludwigshafen am Rhein (bereits mit Heidelberg Teil der Metropolregion Rhein-Neckar)
- Aggertal aus Rösrath, Overath sowie den nördlich des Naafbachs gelegenen Lohmarer Stadtteilen Wahlscheid, Honrath und Neuhonrath.
- Eschweiler/Stolberg bzw. Stolberg/Eschweiler (auch Eschberg, Stolweiler oder Indetal) aus Eschweiler und Stolberg im Kreis Aachen (heute Städteregion Aachen) wurde nie realisiert, tauchte aber als Gedankenexperiment oder in Unternehmensnamen wie Licht- und Kraftwerke Eschweiler-Stolberg GmbH oder Volksbank Stolberg-Eschweiler eG auf.
- Niederberg aus Heiligenhaus, Velbert und Wülfrath sowie Langenberg und Neviges in den 1970er Jahren.
- Wuppertal/Solingen/Remscheid (Bergisches Städtedreieck) ist ein Gedankenexperiment einer „bergischen Superstadt“.[5]
- Die Ruhrstadt würde aus den einzelnen Städten und Gemeinden des Ruhrgebietes geschaffen und wäre dann mit etwa 5,1 Millionen Einwohnern die größte Stadt Deutschlands.

## Beispiele außerhalb Deutschlands

### Belgien
- Knokke-Heist (frz. Knokke-Le Zoute)

### China
- Wuhan aus Wuchang, Hankou und Hanyang

### Estland
- Kohtla-Järve

### Frankreich
- Charleville-Mézières
- Clermont-Ferrand

### Ghana
- Sekondi-Takoradi

### Indonesien
- Bandar Lampung aus Tanjungkarang und Telukbetung

### Italien
- Apuania (1938) aus Carrara, Massa und Montignoso, 1946 aufgelöst
- Corigliano-Rossano (2018) aus Corigliano Calabro und Rossano
- Giarre-Riposto (1939), ab 1942 Jonia, 1945 aufgelöst
- Imperia (1923) aus den Städten Oneglia und Porto Maurizio und neun weiteren Gemeinden
- Lamezia Terme (1968) aus Nicastro, Sambiase und Sant’Eufemia Lamezia
- Verbania (1939) aus Intra und Pallanza
- Vittorio Veneto (1866) aus Ceneda und Serravalle

### Niederlande
Hinweis: Offiziell gibt es in den Niederlanden keine Unterscheidung zwischen Gemeinden und denen, die den Zusatz Stadt tragen.
- Echt-Susteren
- Gulpen-Wittem
- Landgraaf
- Sittard-Geleen

### Polen
- Bielsko-Biała, 1951 aus dem schlesischen Bielitz und dem kleinpolnischen Biała
- Boguszów-Gorce, 1973 aus Boguszów, Gorce, Kuźnice Świdnickie und Stary Lesieniec
- Czechowice-Dziedzice, 1940/1945 aus Czechowice und Dziedzice
- Golub-Dobrzyń, 1941/1951
- Konstancin-Jeziorna, 1969 aus Konstancin-Skolimów und Jeziorna
- Jelcz-Laskowice, 1987 aus Jelcz und Laskowice Oławskie
- Kędzierzyn-Koźle, 1975 aus Kędzierzyn, Koźle, Sławięcice und Kłodnica

### Schweiz
- Die Städte Rapperswil SG und Jona SG fusionierten 2007 zur Stadt Rapperswil-Jona.

### Tschechien
- Brandýs nad Labem-Stará Boleslav (Brandeis an der Elbe-Altbunzlau), 1960 aus Brandýs nad Labem und Stará Boleslav
- Frýdek-Místek (Friedeck-Mistek), 1943 aus dem schlesischen Frýdek und dem mährischen Místek
- Veselí nad Lužnicí, 1943 aus Veselí und Mezímostí

### Ukraine
- Perwomajsk, 1919 aus Olwiopol, Bohopil und Holta

### Ungarn
- Budapest, 1873 aus Buda, Óbuda und Pest

### Vereinigtes Königreich
- Lytham St Annes